# Matilla la Seca
Matilla la Seca – gmina w Hiszpanii, w prowincji Zamora, w Kastylii i León, o powierzchni 12,13 km². W 2011 roku gmina liczyła 56 mieszkańców.